# Regional League Division 2
Die Thailand Division 2 League (thailändisch ไทยลีกดิวิชั่น๒) war die dritthöchste Fußball-Spielklasse Thailands. Sie wurde erst 2006 eingeführt um im darauf folgenden Jahr, für die Saison 2008, gleich wieder reformiert zu werden. So teilt sich die Liga in der Saison 2008 in zwei Gruppen mit je elf Mannschaften. Die Teams wurden nach geographischen Gesichtspunkten eingeteilt: In der Gruppe B stammen fast ausnahmslos alle Mannschaften aus der Stadt Bangkok. In der Gruppe A befinden sich Mannschaften aus den übrigen Provinzen Thailands. Auswärtsfahrten über größere Distanzen müssen aus Kostengründen häufig per Überlandbus zurückgelegt werden.
Am 7. September 2008 fand der letzte Spieltag der Saison 2008 statt. Nach Abschluss der 22 Spieltage währenden Saison stehen als Aufsteiger in die Thailand Division 1 League fest: FC Prachinburi, FC Songkhla, das Army Welfair Department und der FC Si Saket.

## Aufstiegs- / Abstiegsregelung
Die beiden bestplatzierten Mannschaften der jeweiligen Gruppen steigen in die Thailand Division 1 League auf. Aus den Mannschaften, welche die Plätze 7 bis 11 der jeweiligen Gruppe belegen, plus zwei Aufsteiger aus der Regionalliga, wird die neu zu gründende Thailand Division 3 League gebildet. Die Thailand Division 3 League soll ab 2009 eingeführt werden.

## Meisterhistorie
| Saison | Vereine | Meister | Vizemeister                                | Aufsteiger                                                                                |
| ------ | ------- | --- | ------------------------------------------ | ----------------------------------------------------------------------------------------- |
| 2006   | 11      | FC Chula-Sinthana | Air Technical Training School FC           | FC Chula-Sinthana Air Technical Training School FC                                        |
| 2007   | 12      | Muangthong United | PTT Rayong FC                              | Muangthong United PTT Rayong FC                                                           |
| 2008   | 22      | Gruppe A: Prachinburi FC Gruppe B: Army Welfair Department                                                                               | Gruppe A: Songkhla FC Gruppe B: Sisaket FC | Prachinburi FC Army Welfair Department Songkhla FC Sisaket FC                             |
| 2009   | 52      | Raj-Pracha FC | Chiangrai United                           | Raj-Pracha FC Chiangrai United Narathiwat FC                                              |
| 2010   | 75      | Buriram FC | Phuket FC                                  | Buriram FC Phuket FC Chiangmai FC Chainat FC Rangsit University FC Bangkok FC Saraburi FC |
| 2011   | 77      | Ratchaburi FC | Nakhon Ratchasima FC                       | Ratchaburi FC Nakhon Ratchasima FC Phatthalung FC Krabi FC                                |
| 2012   | 81      | Ayutthaya FC | Trat FC                                    | Ayutthaya FC Trat FC Rayong FC Rayong United FC                                           |
| 2013   | 84      | Roi Et United FC | Chiangmai FC                               | Roi Et United FC Chiangmai FC Phitsanulok TSY FC Angthong FC                              |
| 2014   | 83      | PT Prachuap FC | Thai Honda FC                              | PT Prachuap FC Thai Honda FC Sukhothai FC Phichit FC                                      |
| 2015   | 83      | Ubon UMT United | Satun United FC                            | Ubon UMT United Satun United FC Khon Kaen United FC Rayong FC Lampang FC                  |
| 2016   | 94      | Nach dem Tod von König Bhumibol Adulyadej hat der thailändische Fußballverband die verbleibende Ligasaison am 14. Oktober 2016 abgesagt. |                                            | Trat FC Nongbua Pitchaya FC Kasetsart FC                                                  |